# Jacob Breyne
Jacob Breyne ( 1637 - 1697 ) fue un botánico, zoólogo, y comerciante alemán, de origen neerlandés. Era el padre del también botánico Johann Philipp Breyne (1680 - 1764).
Después de la muerte de su padre en, 1655, debió volver a Gdansk a continuar sus actividades empresariales. Pero encontró tiempo para continuar sus estudios botánicos. En 1665 se casó con Sarah Rogge, hija de un maestro de Gdansk.

## Algunas publicaciones

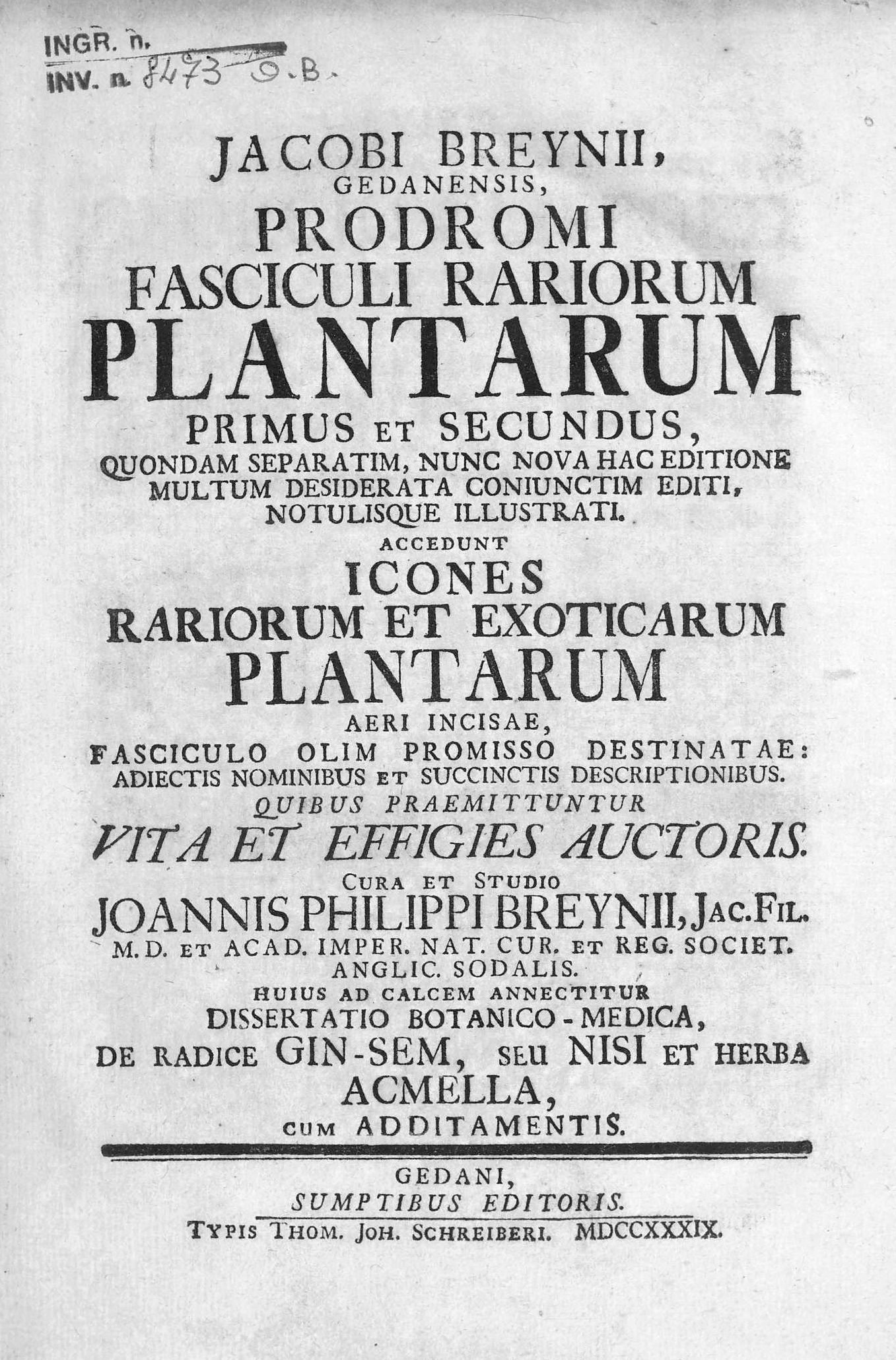
Prodromi fasciculi rariorum plantarum primus et secundus, 1739

### Libros
- 1678. Exoticarum plantarum centuria. 204 pp.

- 1680. Prodromus fasciculi rariorum plantarum I (1680) & II (1689) in Hortis Celeberrimis Hollandiae, praesertim Incomparabili & Nobilissimo illo Florae Pandocheo ... Domini Hierronymi Van Beverningk a observatarum Jacobo Breynio: Cui accedunt Interrogationes de nonnullis Plantarum ab Auctore in Centuria prima descriptarum partibus, quibus tempore editionis Centuriae primae, Idem ille ut plurimum destitutus fuit (los aportes de esas obras abundantemente ilustradas a los trabajos de Linneo. 59 pp.

- jakob Breyne, johann philipp Breyne, mary Gunn, enid du Plessis. 1978. The Flora capensis of Jakob and Johann Philipp Breyne. Volumen 4 de Brenthurst series. Ed. Brenthurst Press. 218 pp. ISBN 0-909079-08-0

## Honores

### Epónimos
- Charles Plumier lo honró en el género Breynia[1] de la familia Phyllanthaceae. Carlos Linneo más tarde tomó ese nombre.[2][3]

Especies
- (Fabaceae) Bikinia breynei (Bamps) Wieringa[4]

- (Fabaceae) Gilbertiodendron breynei Bamps[5]
- La abreviatura «Breyne» se emplea para indicar a Jacob Breyne como autoridad en la descripción y clasificación científica de los vegetales.[6]